# Cantón de La Ferté-Vidame
El cantón de La Ferté-Vidame era una división administrativa francesa, que estaba situada en el departamento de Eure y Loir y la región de Centro-Valle de Loira.

## Composición
El cantón estaba formado por siete comunas:
- Boissy-lès-Perche
- La Chapelle-Fortin
- La Ferté-Vidame
- Lamblore
- Les Ressuintes
- Morvilliers
- Rohaire

## Supresión del cantón de La Ferté-Vidame
En aplicación del Decreto n.º 2014-231 de 24 de febrero de 2014, el cantón de La Ferté-Vidame fue suprimido el 22 de marzo de 2015 y sus 7 comunas pasaron a formar parte del nuevo cantón de Saint-Lubin-des-Joncherets.